# Psygnosis
Psygnosis, rinominata SCE Studio Liverpool nell'ultimo periodo (dal 2000 circa), è stata una casa di sviluppo e produzione di videogiochi britannica attiva tra il 1984 e il 2012. Nel 1988-1990 pubblicò giochi anche con le etichette Psyclapse e Sizzlers (dedicata alle riedizioni economiche) e negli anni '90 ebbe una filiale statunitense, Psygnosis Inc.
È conosciuta in particolare per i prodotti dell'era a 16 bit e per le serie Shadow of the Beast (Reflections Interactive), Rollcage, Lemmings (DMA Design), Wipeout e Team Buddies'.

## Storia

### La creazione
La società Psygnosis Limited venne fondata da Ian Hetherington, David Lawson e Jonathan Ellis a Liverpool. La società nasceva sulle ceneri della defunta Imagine Software, società nota per lo sviluppo di videogiochi per le piattaforme a 8 bit. Dopo il fallimento della Imagine nel 1984 il marchio e i diritti della società vennero acquisiti dalla Ocean Software. Il complesso gioco Bandersnatch (per ZX Spectrum), mai completato, rimase ai proprietari originali e venne in parte riciclato in un gioco chiamato Brataccas, il primo videogioco della Psygnosis. Bandersnatch venne inizialmente convertito per Sinclar QL, ma Brataccas venne realizzato per Motorola 68000, il processore base dell'Amiga, Atari ST e dell'Apple Macintosh.
Inizialmente il quartier generale era situato nel porto di Liverpool, ma dopo poco venne trasferito al Century Buildings nel Brunswick Business Park e in seguito venne nuovamente mosso duecento metri dopo nel South Harrington Building a South Harrington Dock.

### I primi successi
Nel 1986 la società produsse un unico titolo chiamato Deep Space, un complesso gioco di esplorazione spaziale. Il box del gioco era nero con un disegno rosso molto distintivo. Nei successivi dieci anni la società si distinguerà dalla concorrenza per delle confezioni con una grafica molto curate e per dei giochi graficamente curati e molto difficili.
Rapidamente la società divenne primariamente un editore di videogiochi che venivano sviluppati in modo parziale o totale all'esterno. Durante i primi periodo la società aveva internamente un certo numero di grafici di primo livello, questi grafici sviluppavano la grafica che veniva utilizzata da programmatori esterni per sviluppare videogiochi che avessero un elevato standard grafico. In seguito la società assunse artisti come Garvan Corbett, Jeff Bramfitt, Colin Rushby, Jim Bowers e Neil Thompson.
Dal 1987 dopo la pubblicazione di Barbarian la società si fece notare per delle introduzioni con una grafica d'alto livello. Giochi come Obliterator presentato nel 1988 contenevano un'animazione iniziale sviluppata da Jim Bowers. In questa animazione il protagonista guardava direttamente la "camera" Il volto del personaggio passa dallo sconcerto alla rabbia e in seguito spara con le sue pistole all'osservatore. Questa breve introduzione aprì la strada ad animazioni sempre più sofisticate, le introduzioni passarono dalla grafica bidimensionale alla grafica tridimensionale, inizialmente sviluppata su sistemi Amiga con programmi tipo Sculpt 4D. In seguito la società acquistò alcune postazioni Silicon Graphics per migliorare la qualità delle animazioni incluse nei giochi.
Mentre molte società del periodo realizzavano titoli identici per Amiga e Atari ST la Psygnosis cercò di spingere al limite le potenzialità della piattaforma Amiga sviluppando titoli che venivano presi come riferimento del settore. Titoli come Shadow of the Beast mostrarono il maggior numero di livelli di parallasse del periodo. Le qualità tecniche unite alla grafica avanzata ed a un sonoro di qualità resero il titolo uno dei maggiori successi del 1989 e spinsero molti rivenditori a utilizzarlo per mostrare le potenzialità della macchina.

### Gli anni '90 e l'acquisizione di Sony
In seguito la società consolidò la sua fama grazie a titoli come Lemmings. Il gioco venne pubblicato nel 1991 per Amiga e in seguito venne convertito per moltissime altre piattaforme generando molti seguiti e spin off. La società in seguito si concentrò nello sviluppo del gioco Microcosm. In questo gioco la società fece il suo maggiore investimento, puntando a realizzare un gioco con una grafica superba e un contenuto tecnico elevato. Il gioco venne distribuito inizialmente per FM Towns, ma venne in seguito portato per altri sistemi. La versione Amiga CD32 e 3DO Interactive Multiplayer veniva spesso utilizzata per mostrare le potenzialità delle macchine. Il gioco non ebbe il successo sperato ma comunque si fece notare per la grafica avanzata e per le lunghe sequenze animate.
Nel 1993 la società venne acquisita dalla Sony che era alla ricerca di sviluppatori per la nuova console PlayStation. Nel 1995 la società si concentrò sullo sviluppo di titoli per la console e in seconda battuta per computer e per le altre piattaforme. Tra i giochi del periodo si segnalano la serie Wipeout, Destruction Derby, G-Police e la serie Colony Wars. Psygnosis sviluppò anche videogiochi legati a programmi televisivi come Nick Arcade di Nickelodeon. L'ufficio di Stroud venne aperto nel novembre del 1993 al fine di attrarre i dipendenti della defunta MicroProse. L'etichetta Wheelhouse venne chiusa nel 2000 quando la Sony Computer Entertainment acquisì la società. Diversi dipendenti passarono alla Rage Software una società che chiuse alcuni anni dopo.
Con l'acquisizione di Sony la società si espanse ulteriormente aprendo uffici a Stroud, Londra, Chester, Parigi, in Germania e a Foster City in California. Il quartier generale venne trasferito al Wavertree Technology Park dal 1995.
Il 22 agosto 2012 Sony ha annunciato di aver chiuso lo studio di Liverpool. Secondo indiscrezioni il team stava lavorando a dei giochi per il successore della PlayStation 3, tra cui un nuovo Wipeout e ad un gioco d'azione che era partito come una sorta di gioco sui gangster e somigliante alla serie Splinter Cell.

## Videogiochi
- 3D Lemmings
- 3X: The Science of War
- Adidas Power Soccer
- Adventures of Lomax
- Agony
- Air Support
- All New World of Lemmings
- Alundra
- Amnios
- Anarchy (1990)
- Aquaventura
- Arena
- Armour-Geddon
- Armour-Geddon 2: Codename Hellfire
- Assault Rigs
- Atomino
- Attack of the Saucerman
- Awesome
- Baal
- Ballistix
- Barbarian
- Barbarian II
- Benefactor
- Bill's Tomato Game
- Blood Money
- Blue Ice
- Bob's Bad Day
- Bram Stoker's Dracula
- Brataccas (1985)
- Brian the Lion
- The Carl Lewis Challenge
- Captain Fizz Meets the Blaster-Trons
- Carthage
- Chronicles of the Sword
- Chrono Quest
- City of Lost Children
- Colony Wars
- Colony Wars: Vengeance
- Colony Wars: Red Sun
- Combat Air Patrol
- Creepers
- Cytron
- Darker
- Daughter of Serpents
- Deadline
- Deep Space
- Defcon 5
- Destruction Derby
- Destruction Derby 2
- Destruction Derby Raw
- Diggers 2: Extractors

- Discworld
- Discworld II: Mortality Bytes!
- Drakan: Order of the Flame
- Ecstatica
- Ecstatica II
- Eliminator
- Expert Pool
- Flink
- Formula 1 (PS1)
- Formula One 97
- Formula One 98
- Formula One Championship Edition
- Formula One 99
- G-Police
- G-Police: Weapons of Justice
- Global Domination
- Globdule
- Hexx: Heresy of the Wizard
- Hired Guns
- Infestation
- Innocent Until Caught
- Guilty
- The Killing Game Show
- Kingsley's Adventure
- Krazy Ivan
- Lander
- Last Action Hero
- Leander
- Lemmings
- Oh No! More Lemmings
- Lemmings 2: The Tribes
- Lemmings Chronicles
- Lemmings Paintball
- Lemmings Revolution
- Lifeforce Tenka
- Mary Shelley's Frankenstein
- Matrix Marauders (1990)
- Menace
- Metal Fatigue
- Microcosm
- Misadventures of Flink
- Nations: Fighter Command
- Never Mind
- Nitro
- Novastorm
- O.D.T. - Escape... Or Die Trying
- Obitus
- Obliterator
- Oh No! More Lemmings!

- Ork
- Overboard
- Panzer Elite
- Perihelion
- Prince of Persia 2: The Shadow and the Flame
- Pro 18 World Tour Golf
- Psybadek
- Puggsy
- Pyrotechnica
- Rascal
- Rastan
- Red Zone
- Retro Force
- Roll Away
- Rollcage
- Rollcage Stage II
- Rollcage: Limited Edition
- Rosco McQueen Firefighter Extreme
- Rush Hour
- Second Samurai
- Sentient
- Sentinel Returns
- Shadow Master
- Shadow of the Beast
- Shadow of the Beast II
- Shadow of the Beast III: Out of the Shadow
- Shipwreckers!
- Speedster
- Spice World
- Stryx
- Team Buddies
- Tellurian Defense
- Terrorpods
- The Adventures of Lomax
- Theatre of Death
- Thunder Truck Rally
- Toy Story
- Tricks N' Treasures
- Walker
- Whizz
- Wipeout
- Wipeout 64
- Wipeout: 2097/Wipeout XL
- Wipeout 3
- Wipeout 3: Special Edition
- Wiz 'n' Liz: The Frantic Wabbit Wescue
- X-It
- Zombieville
- Xmas Lemmings

Molte delle copertine delle confezioni dei videogiochi portavano l'inconfondibile firma dall'artista Roger Dean, noto per aver realizzato molte copertine dei dischi del gruppo musicale Yes.